# Hidegrét
Hidegrét (ukránul: Пашківці) település Ukrajnában, Kárpátalján, a Munkácsi járásban.

## Fekvése
Volóctól északnyugatra fekvő település.

## Nevének eredete
A Páskóc helynév szláv, víznévi eredetű. A víznév valószínűleg személynévből keletkezett.

## Története
Páskóc nevét 1649-ben említette először oklevél Paskóc néven.
1693-ban Paskowec, 1851-ben Paszkócz néven írták.
1694-ben Lehoczky Tivadar leírása szerint Viznicki András ispán alapított itt a Paskovec patak mellett falut, amelyet először magáról Andrásfalvának nevezett el, de a falu később a patak nevét vette fel.
1904-ben a falu nevét Hidegrétre magyarosították.
1910-ben 91 lakosa volt. Ebből 8 magyar, 14 német, 69 ruszin volt, melyből 9 római katolikus, 68 görögkatolikus, 14 izraelita volt.
A trianoni békeszerződés előtt Bereg vármegye Alsóvereczkei járásához tartozott.